# 7694 Красетін
7694 Красетін (7694 Krasetín) — астероїд головного поясу, відкритий 29 вересня 1983 року.
Тіссеранів параметр щодо Юпітера — 3,196.